# Notochthiphila firmoseta
Notochthiphila firmoseta är en tvåvingeart som beskrevs av Tanasijtshuk 1996. Notochthiphila firmoseta ingår i släktet Notochthiphila och familjen markflugor. Inga underarter finns listade i Catalogue of Life.